# アレクサンダー・ジョン・エリス
アレクサンダー・ジョン・エリス（Alexander John Ellis、1814年6月14日 – 1890年10月28日）は、イギリスの数学者、音声学者、文献学者、音響学者。英語の綴り字の改革を志した。また、さまざまな民族の音楽を研究し、音程にセントの概念を導入したことでも知られる。

## 生涯
アレクサンダー・ジョン・エリスは1814年にミドルセックスのホクストン（現在はグレーター・ロンドンの一部）で生まれた。姓ははじめシャープ（Sharpe）だったが、1825年に母方の姓に改めた。ケンブリッジ大学トリニティ・カレッジを1837年に卒業した。
エリスの本来の専門は数学であったが、音声研究の方で有名になった。1840年代にエリスは速記で有名なアイザック・ピットマンと協力して、音声的な正書法であるフォノタイピー(phonotypy)を開発し、その宣伝と普及につとめた。フォノタイピーのために作った新しい活字（フォノタイプ）は、通常の活字を180度回転させたり変形させたりしたものが含まれていた。一般向けにはグロシック(glossic)という英語の従来の正書法に近い表記も考案した。後にエリスは古い時代の英語の発音に研究の中心を移したが、そこでは音声の表記にフォノタイプではなく、より通常のアルファベットに近いペリオタイプ(palaeotype)という文字を使用した。ペリオタイプは国際音声記号に影響を与えたほか、オックスフォード英語辞典(OED)の発音記号の元になった（1989年の第二版では国際音声記号を使用）。
エリスによる英語の発音史研究は主著『On Early English Pronunciation』全5巻にまとめられている。1889年に出版された第5巻では各地の方言の音声を記している。本来は全6巻になる予定だったが、最終巻を完成することなく1890年に没した。
エリスの興味は言語音のみならず、音楽理論にも及んだ。ヘルムホルツによる音響生理学の基礎をなす著作『音感覚論』(Die Lehre von den Tonempfindungen als physiologische Grundlage für die Theorie der Musik, 1864)を1875年に英語に翻訳したが、1885年に出版された英訳第2版には「翻訳者による附録」としてエリス自身による100ページ以上の文章が加えられており、この中でエリスは日本の楽器を含むさまざまな調律の研究結果を示している。
1872年-1874年および1880年-1882年には文献学会の会長をつとめた。1890年には英語の音声の歴史の研究によってケンブリッジ大学より栄誉博士号を得た。

## 著書
- The Alphabet of Nature. S. Bagster and sons. (1845)

もと「The Phonotypic Journal」上に発表された音声学の概説書。
- A Plea for Phonotypy and Phonography. Bath: Isaac Pitman. (1845)

- On Early English Pronunciation, with special Reference to Shakspere and Chaucer. Trübner & co.. (1869-1889)

英語の発音の歴史を扱った大著。全5巻。
- “On the Musical Scales of Various Nations”. Journal of the Society of Arts 33 (1688):  485-527. (1885-03-27).

世界各地の音楽の音程をセント値を使って記している。日本については1884年のロンドン万国衛生博覧会に展示されていた楽器および伊沢修二によるレポートを検討している。
邦訳：門馬直美 訳『諸民族の音階 : 比較音楽論』音楽之友社、1951年。
- Helmholtz, Hermann L. F. (1885). On the Sensations of Tone as a Physiological Basis for the Theory of Music (Second English ed.). Longmans, Green, and Co.

エリスによるヘルムホルツ『音感覚論』の英訳第2版。p.519に日本の楽器の調律あり。